# Ausgleichsbecken Forbach
Das Ausgleichsbecken Forbach ist eine Talsperre der Murg in Forbach im Schwarzwald, Baden-Württemberg. Als Teil des Rudolf-Fettweis-Werks dient es als Ausgleichsbecken sowohl des Pumpspeicherkraftwerks Schwarzenbachwerk, als auch des Laufwasserkraftwerks Murgwerk (Murgkraftwerk), das mit dem Wasser der Murgtalsperre Strom erzeugt. Zudem wird im Niederdruckwerk am Stauwehr dessen Gefälle zur Stromerzeugung genutzt.

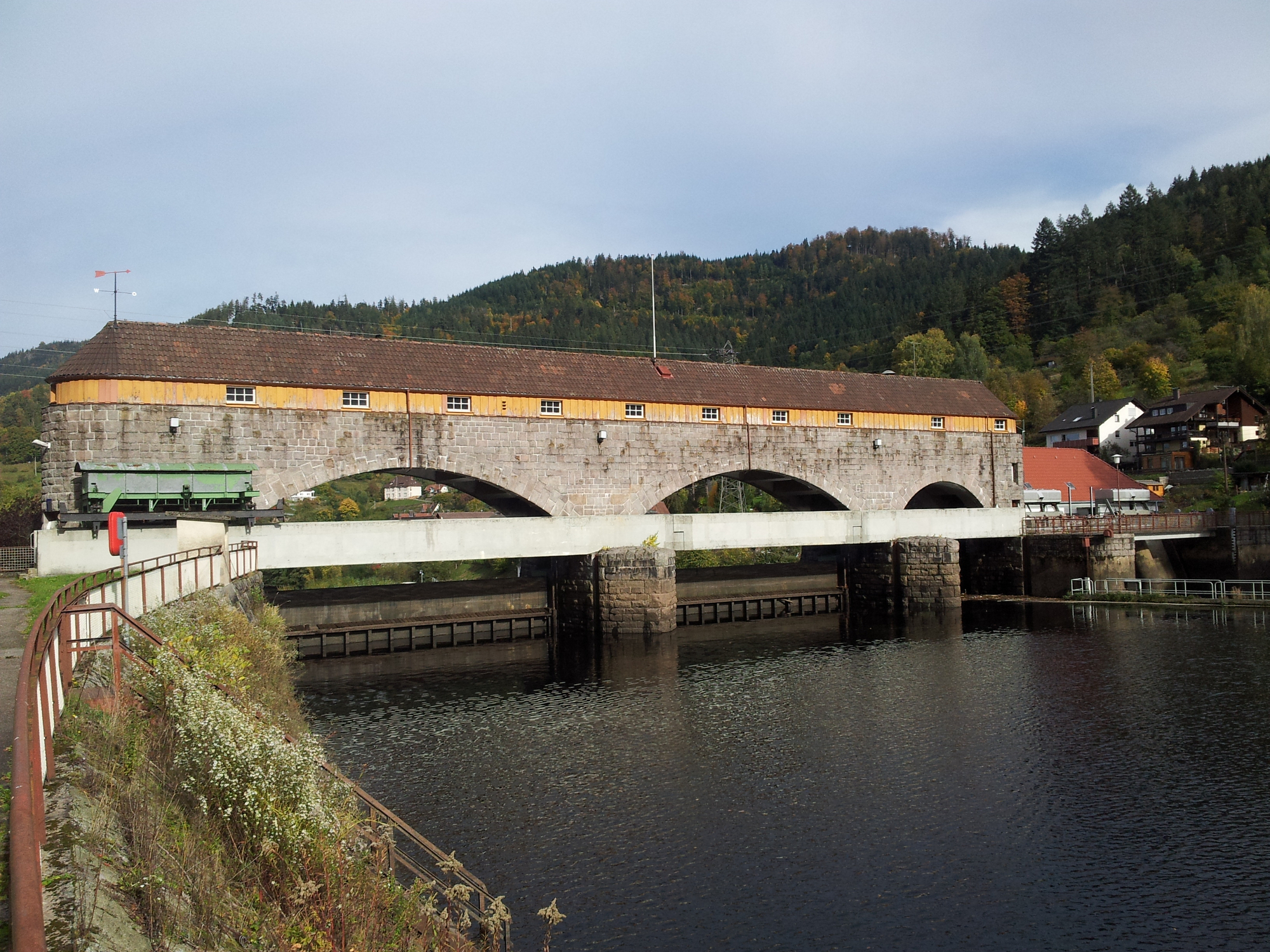
Die Staumauer

Das Absperrbauwerk des Ausgleichsbeckens ist ein Schützenwehr mit 19 m Höhe über Gründung. Der See zählt deshalb als große Talsperre.
Der Betreiber der 1914 bis 1918 durch das Badenwerk Karlsruhe errichteten Anlage ist dessen Nachfolger EnBW Energie Baden-Württemberg.

## Funktion im Pumpspeicherkraftwerk
Herrscht ein Überschuss in der Elektrizitätserzeugung (hauptsächlich in der Nacht), wird Wasser von der Murgtalsperre in Kirschbaumwasen über das Krafthaus in Forbach in die Schwarzenbachtalsperre hochgepumpt. Bei Energiemangel (tagsüber) wird Wasser aus dem Schwarzenbach-Stausee zur Stromgewinnung über die Turbinen des Rudolf-Fettweis-Werks in das Ausgleichsbecken in Forbach wieder abgelassen, das die schwankenden Wassermengen geregelt an den Fluss abgibt.

## Niederdruckwerk
In dem Stausee des Ausgleichsbeckens wird der Fluss Murg aufgestaut. Aus der Stauhöhe, deren Nutzhöhe wegen des Pumpspeicherbetriebs zwischen 3,5 und 10 m schwankt, kann in einem Niederdruckwerk weiterer Strom erzeugt werden. Bei einem Ausbaudurchfluss von 29 m³/s werden mit zwei Kaplan-Rohrturbinen und den beiden Generatoren maximal 2,5 MW erzeugt.